# 1980年モスクワオリンピックのモンゴル選手団
1980年モスクワオリンピックのモンゴル選手団（1980ねんモスクワオリンピックのモンゴルせんしゅだん）は、1980年7月19日から8月3日にかけてソビエト連邦の首都モスクワで開催された1980年モスクワオリンピックのモンゴル選手団、およびその競技結果。

## 概要
今大会は銀メダル2個、銅メダル2個の合計4個のメダルを獲得した。

## メダル
| メダル | 選手名                     | 競技 | 種目           |
| ------ | -------------------------- | ---- | -------------- |
| 銀     | ツェンディーン・ダムディン | 柔道 | 男子65kg以下級 |
| 銅     | ラフダン・ダバーダライ     | 柔道 | 男子71kg以下級 |